# René Cance
Louis René Pierre Cance (* 19. April 1895 in Laroquebrou, Département Cantal; † 30. Juli 1982 in Draguignan, Département Var) war ein französischer Politiker (FKP) und Kämpfer in der Résistance. Er war Bürgermeister der Stadt Le Havre und Abgeordneter der Nationalversammlung.

## Leben
Der Vater von René Cance war ein Holzschuhmacher, der den Radikalsozialisten nahestand. Er verließ 1900 das Département Cantal, um in Paris als Kellner in einem Restaurant zu arbeiten. Seine Mutter war Concierge in Montrouge. Sie erwarben später ein eigenes Café in der Rue du Bac. 1908 kehrte die Familie nach Zentralfrankreich, nach Biars-sur-Céré (Département Lot), zurück, wo der Vater später zum Bürgermeister gewählt wurde.
René Cance besuchte die École primaire supérieur in Saint-Céré und erwarb dort sein brevet. 1913 wurde er Hilfslehrer in Mayville in der Nähe von Le Havre. Im August 1914 wurde er zum 17. Infanterie-Regiment eingezogen. Er wurde bei Verdun verwundet und geriet am 14. Juli 1918 in deutsche Kriegsgefangenschaft. Er war im Kriegsgefangenenlager in Kassel inhaftiert und musste in Salzbergwerken arbeiten. Nach seiner Entlassung im Februar 1919 trat er der Association Républicaine des Anciens Combattants (ARAC, dt. Republikanische Vereinigung der ehemaligen Frontkämpfer) bei und nahm wieder eine Stelle als Lehrer bei, später in Le Havre auf. 1923 heiratete er eine Kollegin.
Anfang der dreißiger Jahre trat er der Freundschaftsgesellschaft Amis de l’Union soviétique (dt. Freunde der Sowjetunion) bei, deren örtlicher Sekretär er später wurde. Im Februar 1934 trat er der Französischen Kommunistischen Partei (FKP) bei. Als Mitglied des Regionalbüros der FKP wurde er unter dem Front populaire Erster Sekretär der FKP-Sektion von Le Havre. 1935 begründete er die FKP-Lokalzeitung, L’Avenir du Havre (dt. Die Zukunft von Le Havre), deren Leitung er auch übernahm.
Im Oktober 1937 wurde er als erster Kommunist überhaupt für den Kanton Le Havre-3 in den Generalrat des Départements Seine-Inférieure gewählt. Aufgrund des deutsch-sowjetischen Nichtangriffspaktes wurde ihm 1939 das Mandat entzogen. Nach der französischen Kriegserklärung an Deutschland am 3. September 1939 wurde Cance nicht eingezogen, sondern in Gournay-en-Bray zunächst unter Aufsicht der Behörden gestellt.
Während der deutschen Besatzung beteiligte sich Cance am illegalen Widerstandskampf der FKP. Parteiaufträge führten ihn in die Touraine und in das Département Somme. Im XIV. Arrondissement von Paris betrieb er eine illegale Druckerpresse. Aufgrund von Denunziationen war er für kurze Zeit von seinen Kontakten abgeschnitten. Mit falschen Papieren ausgestattet wurde er an die Lot und in die Corrèze geschickt. Hier wurde er zum Sekretär der Nationalen Front für die Region 5 (Corrèze, Haute-Vienne, Dordogne) ernannt und war er einer der Führer des Maquis bis 1944.
Nach der Befreiung blieb er eine Zeitlang in der Corrèze, wo er die Zeitung L’Avenir de la Corrèze leitete. Im Februar 1945 kehrte er ins Département Seine-Inférieure zurück und war für mehrere Monate Sekretär der FKP-Départementsleitung in Rouen.
Cance wurde bereits am 21. Oktober 1945 zum Abgeordneten der Ersten konstituierenden Nationalversammlung gewählt und dann im Juni 1946 (Zweite konstituierende Nationalversammlung) und November 1946 (erste Nationalversammlung der IV. Republik) wiedergewählt. Bei den Parlamentswahlen 1951 musste er sich einer Liste des breiten Wahlbündnis Troisième Force – bestehend unter anderem aus Sozialisten (SFIO), Christdemokraten (MRP) und Radikalen – geschlagen geben, wurde aber 1956, 1958 und 1962 erneut in die Nationalversammlung gewählt. Im April 1967 überließ er seinen Sitz André Duroméa.
Cance war von 1945 bis 1953 auch Mitglied des Generalrates des Départements Seine-Inférieure sowie dessen Vizepräsident. Im Oktober 1947 wurde er erstmals in den Gemeinderat der Stadt Le Havre gewählt, dem er bis zu seinem Rückzug aus der aktiven Politik 1971 angehörte. Cance war von 1956 bis 1959 und von 1965 bis 1971 Bürgermeister der Stadt Le Havre. Nachdem er bei den Wahlen 1971 nicht mehr angetreten war, wurde er zum Ehrenbürgermeister ernannt. Zum neuen Bürgermeister wurde sein Parteifreund, der Erste Beigeordnete André Duroméa, gewählt.

## Ehrungen
Nach Cance sind in Le Havre und Gonfreville-l’Orcher Straßen, in Harfleur eine Sporthalle und in Gonfreville-l’Orcher ein Freizeitzentrum benannt.